# Psychotria mazaruniensis
Psychotria mazaruniensis är en måreväxtart som beskrevs av Paul Carpenter Standley. Psychotria mazaruniensis ingår i släktet Psychotria och familjen måreväxter. Inga underarter finns listade i Catalogue of Life.